# ميثاق الرياض للذكاء الاصطناعي في العالم الإسلامي
ميثاق الرياض للذكاء الاصطناعي في العالم الإسلامي ميثاق أطلقته منظمة العالم الإسلامي للتربية والعلوم والثقافة (إيسيسكو)، والهيئة السعودية للبيانات والذكاء الاصطناعي (سدايا) بالتعاون مع اللجنة الوطنية السعودية للتربية والثقافة والعلوم بتاريخ 8 ربيع الأول 1446هـ - الموافق - 11 سبتمبر 2024م، سُمّي نسبة إلى الرياض عاصمة المملكة العربية السعودية، ويهدف الميثاق إلى إعداد إطار شامل لتطوير تقنيات الذكاء الاصطناعي بما يتماشى مع القيم والمبادئ الإسلامية، ويمثل إطارًا توجيهيًا لمواكبة التطورات المتسارعة في الذكاء الاصطناعي وفق رؤية استراتيجية موحدة، وحماية المبادئ الأخلاقية، وتأمين مستقبل رقمي مستدام، وقد وافق على الميثاق 53 دولة إسلامية من الدول الأعضاء.

## خلفية
يشهد الذكاء الاصطناعي تطورًا كبيرا وحاجة ماسة له في المجتمعات والحكومات الحديثة، وخصوصا من بداية عقد 2020م، لكن يُتوقع أنه بحلول عام 2030م لن تتجاوز حصة العالم الإسلامي 2% من الفوائد العالمية من الذكاء الاصطناعي، هذا مع أن التوقعات تشير إلى أن العالم الإسلامي سيصبح أكبر مجتمع في العالم بحلول 2070م، لهذا أنشأت المنظمة ميثاق الرياض بالتعاون مع المملكة العربية السعودية ممثلةً بسدايا لصياغة الميثاق، وأطلقته خلال أعمال النسخة الثالثة من القمة العالمية للذكاء الاصطناعي التي تعقدها سدايا في مركز الملك عبدالعزيز الدولي للمؤتمرات بالرياض، وشهدت القمة حضورا رفيع المستوى لعدد من الأمراء والوزراء وكبار المسؤولين الدوليين ورؤساء كبريات شركات التقنية والذكاء الاصطناعي من 100 دولة حول العالم. ويعد الميثاق أداة تقوم على الاستشراف الاستراتيجي، صُممت لتوفير إطار إجرائي شامل ينظم الاستخدام الأخلاقي للذكاء الاصطناعي في العالم الإسلامي.، ويعتبر رؤية مشتركة بين الدول الأعضاء وإعلان نوايا.

## المبادئ[5]
تشمل المبادئ التوجيهية الأخلاقية لتطوير الذكاء الاصطناعي الشروط الأخلاقية المسبقة التي يجب مراعاتها في أي مشروع لتطوير الذكاء الاصطناعي، بالإضافة إلى مبادئ السلوك الأخلاقي والحوكمة الأخلاقية. وتنطبق هذه المبادئ على ثلاثة كيانات مختلفة تشارك في تطوير الذكاء الاصطناعي المسؤول، وهي أنظمة الذكاء الاصطناعي، والبشر، والمؤسسات، والتي يجب التمييز بينها وعدم الخلط بينها.

### المتطلبات الأساسية
| الملاءمة | المرونة والاستدامة | الوقاية والتوقع |
| --- | --- | --- |
| يجب أن نضمن أن تطوير أنظمة الذكاء الاصطناعي يخدم أهدافًا واضحة ومحددة بطرق فعالة لتحقيق هذه الأهداف. وينبغي أن يكون استخدام أنظمة الذكاء الاصطناعي متوافقًا دائمًا مع السعي إلى تحقيق أهداف مرغوبة وصالحة اجتماعيًا، علاوة على ذلك، ينبغي أن يُثبت أن استخدام الذكاء الاصطناعي هو أنجع وسيلة لتحقيق تلك الأهداف. | يجب أن يتوافق تطوير الذكاء الاصطناعي مع ظروف المجتمع ككل، ومع السلام والتنمية المستدامة واستمرارية الهوية الثقافية. علينا الحرص على ألا يقوّض تطوير أنظمة الذكاء الاصطناعي القدرة على الحفاظ على العلاقات الاجتماعية الأساسية التي تشكّل سياق ازدهار الإنسان، ولا على تقويض المؤسسات السياسية التي توفر استقراره، ولا على المساس بالتقاليد والتراث الثقافي الذي يحدد هويته. علاوة على ذلك، يجب أن يهدف تطوير الذكاء الاصطناعي إلى تعزيز مرونة المجتمع ككل، بما يضمن استمرار التعاون العادل والمنصف حتى في ظل الظروف الصعبة أو التحديات. يتضمن مبدأ المرونة ثلاثة متطلبات فنية تعتبر جزءًا من التصميم الأخلاقي لأنظمة الذكاء الاصطناعي، وهي: الفعالية، والصلابة، والاستدامة. يجب تصميم الذكاء الاصطناعي بطريقة تحافظ على الشروط الأساسية للوجود الإنساني، والتي تشمل الأبعاد الثقافية الرمزية والتاريخية والأخلاقية والدينية، والسلم الاجتماعي داخل المجتمعات وبينها، واستدامة التنمية الاقتصادية واستخدام الموارد الطبيعية. لا ينبغي تصميم أو تطوير الذكاء الاصطناعي بهدف تقويض الشروط الأساسية للوجود الإنساني عن طريق الإسهام في تدمير الثقافات عبر الاحتكار اللغوي والهيمنة الثقافية، أو إثارة الاضطرابات الاجتماعية من خلال تقنيات التلاعب بالجماهير، أو عن طريق إضعاف الظروف الاجتماعية والطبيعية للتنمية المستدامة. | يجب أن نكون حذرين في عدم السماح بتطوير أنظمة ذكاء اصطناعي قد تشكل خطرًا جسيمًا وغير قابل للتراجع، والتأكد من أننا نمتلك القدرة على التنبؤ بالمخاطر المتغيرة. ينص مبدأ الحيطة على وجوب تعليق أو حتى حظر تطوير أنظمة الذكاء الاصطناعي عندما نتوقع مخاطر لا رجعة فيها على الإنسان أو المجتمع أو البيئة، حتى في حالة عدم توفر تقييم دقيق لتلك المخاطر. ومع ذلك، يقع على عاتقنا واجب أخلاقي لتقديم أفضل الأدلة المتاحة لدعم هذه التحذيرات وتعزيز قدرتنا على التوقع والاستباق. |

### مبادئ التصميم الأخلاقي
يجب تصميم أنظمة الذكاء الاصطناعي بحيث تتوافق مع القيم الأخلاقية والثقافية والاجتماعية الأساسية، فالنظم نفسها ليست أخلاقية أو غير أخلاقية بطبيعتها، لكنها تصبح كذلك بناءً على مدى توافقها مع القيم الأخلاقية، وفي بعض الحالات قد تُعتبر ضارة أو خبيثة إذا لم تتماشى مع هذه القيم.
|   | المبدأ                               | التفصيل |
| - | ------------------------------------ | --- |
| 1 | احترام كرامة الإنسان                 | يجب تصميم الذكاء الاصطناعي بطريقة تحترم كرامة الإنسان، وهي قيمة جوهرية في الثقافة الإسلامية. يجب أن يُعامل جميع البشر على قدم المساواة كأفراد ذوي قيمة جوهرية، وليس كأدوات أو وسائل لتحقيق غايات محددة. يجب ألا يُصمم الذكاء الاصطناعي بهدف الانتقاص من كرامة الإنسان أو المساس بسلامته الجسدية أو النفسية أو الفكرية، ويُحظر تطويره إذا كان يساهم في ذلك. كما يجب ألا يُستخدم للإضرار بسمعة الأشخاص عبر نشر اتهامات كاذبة أو استخدام صورهم بشكل غير لائق. بالإضافة إلى ذلك، يجب ألا يحل الذكاء الاصطناعي محل السلطة البشرية، أو يغيّر الخصائص الأساسية للإنسان، أو يعدّلها بطريقة تخلق فئة جديدة من البشر. ومن ناحية أخرى، فإن تطوير الذكاء الاصطناعي لاستعادة الخصائص والوظائف الأساسية للإنسان يُعد هدفًا أخلاقيًا مهمًا وله قيمة. |
| 2 | السيادة الشخصية والقدرات الأساسية    | يجب ألا يُصمم الذكاء الاصطناعي أو يُطور بطريقة تؤدي إلى انتهاك السيادة الشخصية أو الحد من قدرة الإنسان على اتخاذ قراراته بشأن حياته ومستقبله الشخصي والجماعي، أو على فهم الأسئلة الوجودية. لذلك، يجب تجنب تصميم أو استخدام الذكاء الاصطناعي للتلاعب بأفكار أو مشاعر البشر. بدلاً من ذلك، ينبغي تصميم واستخدام الذكاء الاصطناعي لتعزيز القدرات الأساسية للإنسان، خاصة قدرته على فهم بيئته وماضيه بشكل أفضل، والتنبؤ بمستقبله لتحسين القدرة على التكيف معه أو تغييره، والوقاية من المخاطر التي تهدده. |
| 3 | الحقيقة والأصالة                     | يجب ألا يُصمم الذكاء الاصطناعي بهدف نشر معلومات كاذبة أو غير موثوقة، أو تشويه البحث عن الحقيقة والمعرفة، كما لا ينبغي تطويره ليحل محل الذكاء البشري أو لتزييف الأعمال البشرية، سواء عبر استخدام الإنتاجات البشرية بطريقة غير شرعية دون الاعتراف بالمؤلفين، أو بتشجيع البشر على تزييف إنجازاتهم العلمية أو الفنية. يتطلب ذلك احترام الذكاء الاصطناعي لنزاهة الأعمال وأصالة الكلمة، والامتناع عن تقديم تفسيرات مشكوك فيها أو نصائح في مجالات تضمن فيها السلطة البشرية موثوقية المعرفة والتفسير. يجب أن يكون الذكاء الاصطناعي مصممًا لتعزيز قدرة البشر على الوصول إلى الحقيقة، وتحفيز الإبداع في جميع مجالات البحث، والمساهمة في تطوير المعرفة والتقنيات. |
| 4 | التضامن                              | يجب ألا يُصمم الذكاء الاصطناعي بهدف تفتيت المجتمع أو تقويض الروابط بين الأفراد والأجيال، بل على العكس، ينبغي تصميمه لتعزيز التماسك الاجتماعي والتضامن. كما يجب ألا تعمل الأنظمة الرقمية الذكية والروبوتات على إضعاف العلاقات الإنسانية ذات القيمة الجوهرية، خاصة في المجالات التي تكون فيها التفاعلات البشرية ضرورية مثل التعليم والرعاية الصحية. يجب دائمًا تصميم الذكاء الاصطناعي ليعمل بالتعاون مع البشر، وليس لتعويضهم في المهام التي لها أهمية اجتماعية. |
| 5 | الخصوصية والحياة الشخصية             | يجب ألا يُصمم الذكاء الاصطناعي أو يُطور بهدف انتهاك خصوصية الأفراد وحياتهم الشخصية، سواء من خلال استخدام بياناتهم الشخصية دون موافقتهم، أو عبر تمكين تحديد هويتهم لأغراض شخصية، أو انتحال هويتهم، أو تصويرهم بشكل زائف. ينطبق هذا المبدأ على تقنيات وتطبيقات الواقع الافتراضي مثل الميتافيرس. ومن جهة أخرى، يجب تصميم الذكاء الاصطناعي لتسهيل وضمان تحديد هوية الأشخاص، من خلال تقنيات مثل التعرف على الوجه أو غيرها، بهدف التحقق من الاستخدام البشري وضمان الأمن العام ضمن إطار قانوني، كما في حالات التحقيقات الجنائية والتقاضي أو مراقبة الحدود. باستثناء الحالات التي يكون فيها الهدف هو استعادة القدرة البشرية الناقصة، لا ينبغي تصميم الذكاء الاصطناعي لتحديد مشاعر الناس، خاصة من خلال التعرف على الوجه وتحليل الصوت. |
| 6 | الإنصاف والإدماج والعدالة الاجتماعية | يجب ألا يُصمم الذكاء الاصطناعي أو يُطور لزيادة التفاوت أو التمييز، أو إذا كان سيساهم في تمكين أفراد أو جماعات من الاستفادة بطرق غير مشروعة من الموارد والحقوق الاجتماعية المتاحة. يجب أن يُصمم الذكاء الاصطناعي لتقليل الفوارق التي تنشأ بسبب التنظيم غير المثالي للمؤسسات، أو الإجراءات التي تضر بمجموعات اجتماعية معينة، أو التوزيع غير العادل للثروات والدخل. كما يجب أن يُصمم بطريقة تضمن تمثيلًا أفضل لجميع الفئات الاجتماعية والثقافية، وخاصة من خلال الإدماج اللغوي والمساواة بين الجنسين. |
| 7 | الرفاه                               | يجب ألا يُصمم الذكاء الاصطناعي بهدف تقليل جودة حياة الإنسان أو قدرته على عيش حياة كريمة، بل ينبغي تصميمه بطريقة تلبي احتياجات الأفراد والمجتمعات الأساسية، وتزيد من رفاهية الإنسان، سواء بشكل مباشر من خلال ضمان استمتاع الأفراد بالإمكانات الأساسية، أو بشكل غير مباشر من خلال تحسين السياقات الاجتماعية والاقتصادية والسياسية، وكذلك البيئية. وبما أن الرفاه العامة تعتمد على جودة البيئة، يجب تصميم الذكاء الاصطناعي بطريقة تتوافق مع الحفاظ على البيئة والنظم البيئية الطبيعية. |
| 8 | الموثوقية                            | يجب تصميم أنظمة الذكاء الاصطناعي كأدوات تخدم البشر بحيث نكون واثقين من أنها تعمل وفقًا لما هو متوقع، وأنها لن تُستخدم بطريقة خاطئة أو خبيثة. يتطلب ذلك أن تكون هذه الأنظمة موثوقة وقوية وقابلة للتفسير وشفافة. تُعد الموثوقية قيمة أساسية في الثقافة الإسلامية وأحد أسس الأخلاقيات الفاضلة. وبينما قد يبدو مغريًا تطبيق مفهوم الموثوقية على الخوارزميات وأنظمة الذكاء الاصطناعي وتسميتها "الذكاء الاصطناعي الموثوق"، تجدر الإشارة إلى أن البشر فقط هم الذين يمكن اعتبارهم جديرين بالثقة بشكل صحيح، وبالتالي يجب تصميم أنظمة الذكاء الاصطناعي بحيث تسهم في تعزيز الثقة الشخصية والاجتماعية، ويمكن الاعتماد عليها في أداء المهام المتوقعة وتحقيق الأهداف المحددة من قبل البشر. تتطلب الثقة توفر متطلبات تقنية مثل المتانة، الأمان، القابلية للتفسير، والشفافية، والتي غالبًا ما يُخلط بينها وبين المبادئ الأخلاقية. يجب أن تكون أنظمة الذكاء الاصطناعي موثوقة وقوية بحيث تتصرف بشكل متوقع في الظروف الملائمة وغير الملائمة على حد سواء، وألا تتسبب في أضرار غير متوقعة. بالإضافة إلى ذلك، يجب أن يكون النظام قويًا بحيث يمنع استخدامه لأغراض مزدوجة، أي أن يكون له استخدام مقصود من قبل المصمم واستخدام آخر غير مقصود وضار. لذلك، يعد استبعاد الاستخدام المزدوج أمرًا بالغ الأهمية في حالة أنظمة تحديد هوية الأشخاص وأي نظام قد يستخدم البيانات الشخصية الحساسة. يجب تصميم وتطبيق الذكاء الاصطناعي بطريقة آمنة ومأمونة، مع تجنب مخاطر تسرب أو سرقة البيانات الحساسة، وكذلك منع مخاطر التخريب أو تقنيات تسميم البيانات المستخدمة في تدريب أو تشغيل الخوارزميات. وإذا تم تقليل جودة مجموعات البيانات، فإن ذلك يؤدي إلى أنظمة ذكاء اصطناعي غير متوقعة وغير مستقرة وغير قادرة على العمل وفقًا لأهدافها المبرمجة، مما يجعلها غير مفيدة على أفضل تقدير وضارة على أسوأ تقدير. يجب أن تكون الأتمتة متوافقة مع الرقابة البشرية في جميع مراحل دورة حياة أنظمة الذكاء الاصطناعي، من التصميم إلى التشغيل. لذلك، يجب علينا ضمان أن تكون هذه الأنظمة قابلة للتفسير قدر الإمكان باستخدام إجراءات علمية موثوقة، وأن تكون دائمًا قابلة للتفسير وشفافة. لا تتطلب الشفافية مشاركة المعلومات الحساسة مع الجمهور والتي يمكن أن تؤثر على سلامة الأفراد والمؤسسات العامة، أو القدرة التنافسية للشركات الخاصة. ومع ذلك، تتطلب الشفافية أن يكون الوصول إلى بيانات التدريب والتشغيل، وكذلك إلى الكود البرمجي (النموذج والخوارزمية)، متاحًا دائمًا للوكالات المختصة المكلفة من قبل السلطات السياسية والقانونية الشرعية. |

### مبادئ السلوك الأخلاقي
يجب أن يمتلك البشر، باعتبارهم مطورين أو ناشرين أو مستخدمين لأنظمة الذكاء الاصطناعي، فضائل أساسية من نوعين:
| الحيطة والتعقل | المسؤولية والوعي الأخلاقي |
| --- | --- |
| يجب على مطوري ومشغلي ومستخدمي أنظمة الذكاء الاصطناعي أن يظهروا الحيطة ويتبعوا نهجًا حذرًا، وتقييم المخاطر التي تنطوي عليها بدقة، ووضع إجراءات للحد منها أو القضاء عليها، والتأكد من أن الفوائد المتوقعة من النظام تفوق التكاليف والمخاطر المصاحبة له. وفي هذا السياق، لا ينبغي لأنظمة الذكاء الاصطناعي أن تكون مصممة لاتخاذ قرارات تؤثر تأثيرًا جادًا على حياة الإنسان، أو تغير من جودتها أو أصالتها أو سلامتها دون أن يكون للبشر القدرة الفعلية على مراقبة استخدام تلك الأنظمة. يجب أيضًا أن يتسم استخدام أنظمة الذكاء الاصطناعي بالتعقل، بحيث يتم تطوير الحلول المدعومة بالذكاء الاصطناعي فقط عندما يكون ذلك ضروريًا وحين يستحيل تحقيقه بالوسائل البشرية أو التكنولوجيات البسيطة بنفس الكفاءة والموثوقية، وحيث لا تكون المشاركة البشرية ضرورية لأداء المهمة. | يجب على الأشخاص الذين يطورون أو ينشرون أو يستخدمون أنظمة الذكاء الاصطناعي أن يتمتعوا بحس المسؤولية الذي يتجاوز الخوف من العقوبات أو المخاطر المتعلقة بالسمعة. يعني الشعور بالمسؤولية هنا أن يكون لدى الأفراد إدراك للتأثيرات التي قد تتركها أنظمة الذكاء الاصطناعي التي يطورونها أو يستخدمونها، سواء على أنفسهم أو على المجتمع ككل. كما ينبغي أن يكون مطورو ومستخدمو هذه الأنظمة قادرين على فهم النظام ضمن بيئته الاجتماعية الأوسع، ومعرفة تأثيراته ومخاطره، وأن يكونوا على دراية بالقضايا الأخلاقية التي يثيرها. ويتطلب مبدأ المسؤولية وعيًا أخلاقيًا وقدرة على استيعاب مبادئ أخلاقيات الذكاء الاصطناعي وتطبيقها باستمرار. إن الشعور بالمسؤولية يشجع الناس على اتخاذ القرارات التي يمكنهم تفسيرها وتبريرها وتحمل المسؤولية عنها. وهذا يعني أيضًا أن الناس مستعدون لقبول عقوبات عادلة في حالة الفشل أو الإهمال أو الخطأ، وعدم السعي لإخفاء المشاكل ومواطن الخلل التي نشأت. كما يشجع الشعور بالمسؤولية الناس على اتخاذ قرارات يمكنهم تفسيرها وتبريرها وتحمل المسؤولية عنها، ويعني أن يكون الناس مستعدين لقبول العقوبات العادلة في حالة الفشل أو الإهمال أو الخطأ، بدلاً من محاولة إخفاء المشكلات أو الأعطال التي تنشأ بسبب ذلك. أخيرًا، يدرك الأفراد المسؤولون أخلاقيًا أنهم مسؤولون عن العواقب الناتجة عن استخدام نظام الذكاء الاصطناعي، حتى وإن قاموا بتفويض سلطة اتخاذ القرار لهذا النظام وتركوا له مهمة تنفيذ القرار. |

### مبادئ الحوكمة الأخلاقية
لضمان احترام أنظمة الذكاء الاصطناعي والبشر للقيم الأخلاقية والحقوق الأساسية المعترف بها، يجب على السلطات العامة إنشاء آليات حوكمة فعالة. لذلك، يتعين عليها تعزيز وتنفيذ مبادئ الحوكمة الأخلاقية التالية، والتي ستوفر مبادئ توجيهية أساسية لآليات الحوكمة.
| الإشراف البشري | المساءلة | جبر الضرر والتعويض عنه |
| --- | --- | --- |
| يجب على المؤسسات التي تعتمد على الذكاء الاصطناعي، سواء كانت شركات خاصة أو مؤسسات عامة أو منظمات المجتمع المدني (والتي سنشير إليها بـ"المؤسسات" فيما يلي)، أن تضمن تشغيل تلك الأنظمة تحت إشراف بشري فعّال ("ضرورة الإشراف البشري"). وبناءً على حجمها، يجب عليها أيضًا إنشاء مكتب مخصص لتحليل ومراقبة التأثيرات واتخاذ الإجراءات اللازمة. تعد إجراءات تقييم الأثر، سواء قبل أو بعد التنفيذ، أساسية للحفاظ على متابعة دقيقة وتجنب الفشل، وينبغي أن تستند تقييمات الأثر إلى مبادئ التصميم الأخلاقي لأنظمة الذكاء الاصطناعي. تماشيًا مع مبدأ الثقة الأخلاقية، يتطلب الإشراف البشري أن تكون أنظمة الذكاء الاصطناعي مصممة بطريقة شفافة وقابلة للتفسير. وتُعد إجراءات التدقيق، التي تتيح الوصول إلى مجموعات البيانات والكود البرمجي، من أهم آليات الحوكمة لتلبية هذه المتطلبات الأخلاقية. كما ينبغي وضع قواعد واضحة لتنظيم شفافية الخوارزميات وإمكانية الوصول إلى مجموعات البيانات، إلى جانب تحديد معايير للتفسير والتوضيح في دليل عام. ومن أجل التخفيف من المخاطر المستقبلية المرتبطة باستخدام نظم الذكاء الاصطناعي، ينبغي وضع إجراء لإصدار الشهادات يفرز بين نظم الذكاء الاصطناعي التي تمتثل للإطار الأخلاقي والنظم التي لا تمتثل امتثالًا كافيًا وتحتاج إلى تحسين. | يجب على المؤسسات إنشاء آليات واضحة للمساءلة، وضمان أن أي أخطاء أو إخفاقات أو أضرار تسببها أنظمة الذكاء الاصطناعي يمكن إرجاعها إلى الرقابة البشرية. وينبغي اعتماد نظام محدد للمسؤولية، حيث تُسند المسؤولية بوضوح إلى الأفراد أو الكيانات المشاركة في تطوير نظم الذكاء الاصطناعي ونشرها وإدارتها. يجب على المؤسسات أيضًا التأكد من أن المطورين والناشرين والمديرين والمستعملين لأنظمة الذكاء الاصطناعي يمتلكون التقنية اللازمة لأداء مسؤولياتهم في جميع مراحل تطوير ونشر الأنظمة. كما لا يمكن اعتبار توفر تقنيات البرمجة المساعدة بالحاسوب أو تعميم أساليب البرمجة مبررًا لتخفيض مستوى المهارات البشرية؛ فمن الضروري امتلاك المهارات المطلوبة للإشراف على نظام الذكاء الاصطناعي في جميع مراحل دورة حياته. بالإضافة إلى ذلك، يجب على المؤسسات التأكد من أن المطورين والناشرين والمديرين والمستخدمين هم أفراد جديرون بالثقة – أكفاء، حكماء، مسؤولون، وواعون بالاعتبارات الأخلاقية لاستخدام الذكاء الاصطناعي. وينبغي أن يظهروا التزامًا باتخاذ قرارات عقلانية وتحمل المسؤولية عن أفعالهم. وتحقيقًا لهذه الغاية، يجب على المؤسسات أن تضع مدونة مشتركة لقواعد السلوك للمهنيين الذين يطورون أنظمة الذكاء الاصطناعي أو يستخدمونها في عملهم. ويجب أن تحدد هذه المدونة المبادئ الأخلاقية للتطوير المسؤول للذكاء الاصطناعي، وأن تقدم تفسيرًا يسهل فهمه لهذه المبادئ، بالإضافة إلى جرد للممارسات الجيدة، وأن تحث على الفضائل والالتزامات المهنية بشكل عام. | نظرًا لأن تأثيرات الذكاء الاصطناعي قد تتسبب في إلحاق الضرر بالأشخاص بشكل غير عادل وغير مبرر، ونظرًا لتعقيد القرارات الخوارزمية، فمن الضروري أن توفر الشركات الخاصة والمؤسسات العامة آليات لـ: (1) الإبلاغ، (2) الوساطة، (3) التصحيح، (4) التعويض، وذلك لاستعادة حقوق المتضررين بسرعة. هذه الآليات الملائمة، التي تتيح تسوية النزاعات دون اللجوء إلى المؤسسات القضائية المثقلة بالقضايا، ستساهم في الحفاظ على الثقة في الأشخاص والمؤسسات التي تنشر أنظمة الذكاء الاصطناعي، كما ستحد من المخاطر التي تلحق بالسمعة نتيجة الأخطاء أو الأضرار المحتملة الناجمة عن استخدامه. |

## التوصيات[6]
يضع الميثاق عددًا من الأسس لضمان سياسة متماسكة للتعاون بين الدول الأعضاء في الإيسيسكو في المناطق التي تغطيها المنظمة، وتوفر مبادؤه أساسًا لصياغة توصيات لتوجيه تطوير الذكاء الاصطناعي المسؤول في العالم الإسلامي، كما تسهم في تعزيز قدرات البحث والتطوير من خلال تدابير قابلة للتنفيذ.

### التعليم
1. الأولى: نوصي بتنفيذ سياسات للتوعية بالذكاء الاصطناعي على المستوى الوطني وفي العالم الإسلامي. ويعد هذا جزءًا من دور الإيسيسكو في دعم حملات التوعية والإعلام حول الفرص التي يقدمها الذكاء الاصطناعي والمخاطر التي يجب تفاديها، مع مراعاة الخصوصيات الثقافية للعالم الإسلامي. وبالنظر إلى تأثير الذكاء الاصطناعي على سوق العمل، فإن التوعية به منذ سن مبكرة تسهم في إعداد الجيل القادم للوظائف التي تعتمد على الذكاء الاصطناعي، وتوجيه الطلاب الجدد نحو مجالات علوم الحاسوب وتطوير الذكاء الاصطناعي.
2. الثانية: نقترح إنشاء علامة جودة للتطبيقات في مجالي التعليم والثقافة، تبرز فائدتها، وتثبت توافقها الأخلاقي، وتضمن معالجة الأنظمة القائمة على الذكاء الاصطناعي لخصائص المجتمعات والتراث الثقافي للعالم الإسلامي، بما في ذلك اللغة العربية ولغات العالم الإسلامي الأخرى.
3. الثالثة: نوصي بأن تقوم الإيسيسكو بتطوير برامج تدريبية في مجال الذكاء الاصطناعي تغطي الجوانب العلمية والأخلاقية والثقافية، لا سيما لتدريب المسؤولين التنفيذيين وصانعي القرار والسياسات.
4. الرابعة: بالنظر إلى الفجوات بين الدول الأعضاء فيما يتعلق بتطوير الذكاء الاصطناعي وأطر السياسات المرتبطة به، نوصي بأن تقدم الإيسيسكو الدعم لتصميم وتنفيذ برامج محو الأمية الرقمية للدول الأعضاء. ويهدف ذلك إلى تدريب قوى عاملة ماهرة في مجال الذكاء الاصطناعي في جميع أنحاء العالم الإسلامي من خلال مشاركة الموارد التعليمية، وتوسيع نطاق الوصول إلى برامج تدريبية على الذكاء الاصطناعي، وتشجيع التعاون عبر الحدود في مجال تعليم الذكاء الاصطناعي. يشمل هذا الجهد خلق فرص للطلاب من جميع الدول الأعضاء للمشاركة في دراسات متقدمة في الذكاء الاصطناعي، وضمان إعطاء الأولوية لمحترفي الذكاء الاصطناعي في أسواق العمل الإقليمية. إضافة إلى ذلك، نوصي باستغلال إمكانات الذكاء الاصطناعي في تحويل التعليم من خلال تخصيص تجارب التعلم، وتوسيع نطاق الوصول إلى التعليم في المناطق المحرومة، والاستفادة من الابتكارات القائمة على الذكاء الاصطناعي لتحسين جودة التعليم وتحقيق الإنصاف في الدول الأعضاء.
5. الخامسة: نوصي بأن تلتزم الدول الأعضاء في الإيسيسكو بتسريع البحث والابتكار في مجال الذكاء الاصطناعي بشكل جماعي لاستغلال حلول متقدمة وأخلاقية تعالج الأولويات المشتركة للعالم الإسلامي. ويتم ذلك من خلال تحديد التقنيات وحالات الاستخدام في الذكاء الاصطناعي ذات الأهمية المشتركة، وتطويرها عبر شبكة منسقة من مراكز البحث والتطوير. وستعمل هذه المراكز بشكل تعاوني لضمان أن تكون خبراتها ومواردها وإنجازاتها متاحة لجميع الدول الأعضاء. علاوة على ذلك، ستسترشد جميع أنشطة البحث والابتكار في الذكاء الاصطناعي بمبادئ الإنصاف والشفافية ورفاه الإنسان، لضمان أن تسهم التقنيات الجديدة بشكل إيجابي في المجتمع وتعكس المعايير الأخلاقية والقيم المعنوية للعالم الإسلامي.
6. السادسة: تشجع الإيسيسكو الدول الأعضاء على المشاركة الفعالة في برامج تعليم الذكاء الاصطناعي العالمية والإقليمية، بما في ذلك مبادرة محمد بن سلمان للتدريب الشامل في مجال الذكاء الاصطناعي، التي تهدف إلى صقل مهارات آلاف المهنيين من خلال شهادات متخصصة ووحدات تدريبية عملية. ويقر الميثاق بهذه المبادرة كنموذج مرجعي لتطوير كوادر الذكاء الاصطناعي في العالم الإسلامي.
7. السابعة: نوصي بأن تزود الإيسيسكو الدول الأعضاء بأدوات وآليات داعمة – مثل نماذج التنفيذ، والأدوات التقنية، والمبادئ التوجيهية التشريعية – للمساعدة في تفعيل مبادئ الميثاق على المستوى الوطني. وينبغي أن تكون هذه الأدوات والآليات قابلة للتكيف مع الثقافات المختلفة ومتوافقة مع الممارسات الدولية الجيدة.

### العلوم الإنسانية والاجتماعية
- الأولى: استرشادًا بالمبدأ الإسلامي في الإعمار المسؤول للأرض، تُوصى الدول الأعضاء في الإيسيسكو بإيلاء اهتمام خاص وتخصيص موارد إضافية لتعزيز تطوير واعتماد تقنيات الذكاء الاصطناعي بما يخدم الإنسانية. ويشمل هذا الالتزام التصدي للتحديات ذات الأثر الاجتماعي المباشر داخل العالم الإسلامي، إلى جانب الإسهام في معالجة القضايا العالمية مثل تغيّر المناخ، وندرة الموارد، والصحة العامة، وذلك في إطار مسؤولية جماعية تسهم في رفاه البشرية.
- الثانية: تُوصى الإيسيسكو بإنشاء لجنة لمراقبة الذكاء الاصطناعي وحوكمة مخاطره، تتولى رصد التقدم في هذا المجال، وتحديد فرص التطوير، وتصنيف وتقييم المخاطر التقنية والاجتماعية والأخلاقية، وتقديم التوجيه لصناع القرار، وضمان توافق التطورات التكنولوجية مع أهداف الميثاق.
- الثالثة: تُوصى المنظمة بتطوير منهجية موحّدة لتصنيف وتقييم المخاطر المرتبطة بأنظمة الذكاء الاصطناعي، ولا سيما التطبيقات عالية الخطورة، والتلاعب الاجتماعي، والتضليل الإعلامي، واتخاذ القرارات الآلية التي تؤثر على الحقوق الأساسية.
- الرابعة: تُوصى بإنشاء شبكة خبراء متعددة التخصصات، من العلوم الطبيعية إلى الإنسانية والاجتماعية، يتم اختيارهم من داخل العالم الإسلامي وخارجه لدعم عمل اللجنة وتقديم أبحاث مبنية على الأدلة.
- الخامسة: تُوصى بإنشاء منصة رقمية لمراقبة المعلومات واستطلاعها، تركز على جمع البيانات المتعلقة باستخدام الدول الأعضاء للذكاء الاصطناعي، وتشمل على وجه الخصوص:
  - قاموسًا للمصطلحات الأساسية للذكاء الاصطناعي من منظور علمي وأخلاقي وثقافي يأخذ في الاعتبار خصوصيات العالم الإسلامي.
  - رصيدًا لأفضل الممارسات في المنظمات العامة والخاصة في العالم الإسلامي.
  - قاعدة بيانات للمشروعات العلمية التي تجريها الجامعات والفرق البحثية في العالم الإسلامي.
  - قاعدة بيانات للتطبيقات التي تم تطويرها في العالم الإسلامي.
  - دليلًا للتطبيقات المتوافقة مع مبادئ الميثاق في القطاعات التي تغطيها الإيسيسكو.

- السادسة: تُوصى بوضع ضمانات قوية لاحترام أنظمة الذكاء الاصطناعي للحدود الثقافية والدينية والوطنية للدول الأعضاء، مع الالتزام بمعايير صارمة لحماية البيانات الشخصية والأمن السيبراني.
- السابعة: تُوصى باعتماد آليات تنظيمية وتقنية لمكافحة التضليل الإعلامي الناتج عن الذكاء الاصطناعي والتلاعب بالوسائط التركيبية، ويشمل ذلك تطوير أنظمة التحقق، والتوسيم المائي للمحتوى الناتج عن الذكاء الاصطناعي، ووضع أدوات للتوعية العامة.
- الثامنة: نظرًا لتعقيد سلاسل اتخاذ القرار الناتجة عن استخدام الذكاء الاصطناعي، وقدرته على اتخاذ قرارات تؤثر على المجتمع والأفراد، تُحث الدول الأعضاء على تكييف أنظمة المسؤولية القانونية لتغطية الحالات الجديدة الناشئة عن استخدام الذكاء الاصطناعي. ويجب إعطاء الأولوية لوضع واعتماد التشريعات أو التعديلات القانونية اللازمة لضمان المسؤولية الجنائية والمدنية عن الأضرار الناجمة عن استخدام الذكاء الاصطناعي.
- التاسعة: تُوصى بأن تلتزم الدول الأعضاء في الإيسيسكو بلعب دور استباقي في النقاشات العالمية حول أخلاقيات الذكاء الاصطناعي وحوكمته، من خلال تقديم رؤى تستند إلى القيم الإسلامية، وتعزيز رؤية للذكاء الاصطناعي تقوم على العدالة والإنصاف واحترام كرامة الإنسان. وينبغي على الدول الأعضاء المشاركة الفاعلة في المنتديات والمنظمات الدولية، وتنسيق وجهات نظرها وجهودها للدفاع عن السياسات التي تعكس المصالح المشتركة للعالم الإسلامي. ومن خلال هذا النهج الموحد، ينبغي على أعضاء الإيسيسكو السعي للتأثير على جدول أعمال الذكاء الاصطناعي العالمي، وضمان أن تكون الأطر الأخلاقية والحكومية شاملة وعادلة ومتوافقة مع القيم الإنسانية المشتركة.
- العاشرة: تُوصى بأن تلتزم الدول الأعضاء في الإيسيسكو بالتحرك السريع لترجمة مبادئ هذا الميثاق إلى واقع عملي من خلال إنشاء وتفعيل وتعزيز الهياكل والأدوات الحكومية المناسبة. وستُصمم هذه الآليات لتعزيز الالتزام بالمبادئ الواردة في هذا الميثاق وضمان الاستخدام الأخلاقي والمسؤول للذكاء الاصطناعي في العالم الإسلامي. يشمل ذلك تطوير الأطر التنظيمية، والهيئات الرقابية، ونظم المراقبة التي تعزز المساءلة وتدعم ثقافة التحسين المستمر في ممارسات الذكاء الاصطناعي.

### العلوم والتكنولوجيا والبيئة
1. الأولى: لدعم عمل اللجنة المذكورة أعلاه (الواردة في التوصية الثانية ضمن محور العلوم الإنسانية والاجتماعية)، نوصي بتعزيز قدرات الاستشراف الاستراتيجي (أدوات الاستشراف الاستراتيجي) التي تمكن من توقع المخاطر المتجددة لتقنيات الذكاء الاصطناعي والرقمية، وتحديد فرص التطوير من خلال تعظيم الاستخدام الفعال والمستدام للموارد المتاحة. واستنادًا إلى نتائج عمليات الرصد واستطلاعات الاستشراف الاستراتيجي، يمكن للجنة اقتراح مراجعات على الميثاق عند الضرورة لضمان استمرار ملاءمته وفعاليته.
2. الثانية: نوصي الدول الأعضاء باعتماد مبادئ المسؤولية البيئية في استراتيجياتها الوطنية للذكاء الاصطناعي. وينبغي أن تخضع أنظمة الذكاء الاصطناعي، سيما واسعة النطاق أو كثيفة البيانات، لتقييمات الأثر البيئي، وأن تُطوّر باستخدام منهجيات موفرة للطاقة ومنخفضة الكربون.
3. الثالثة: نوصي بإنشاء مؤتمر سنوي مشترك بين الوزارات يُخصّص لمناقشة الأهداف الاستراتيجية لتطوير الذكاء الاصطناعي في العالم الإسلامي.
4. الرابعة: نوصي بأن تعمل الإيسيسكو على تسهيل تبادل المعرفة بين الدول الأعضاء، مما يتيح نقل الخبرات ودراسات الحالة والمقاربات التنظيمية المختبرة في مجال حوكمة الذكاء الاصطناعي.
5. الخامسة: نوصي بتعزيز السيادة في جمع البيانات وتصميم أنظمة الذكاء الاصطناعي لتعزيز اللغة العربية وتنوع اللغات المتحدث بها في دول العالم الإسلامي. واستفادةً من جهود الدول الأعضاء الرائدة في الإيسيسكو، نوصي بأن يتم دعم التنمية وتبني نماذج لغوية كبيرة (LLMs - Models Language Large) مثل نموذج "عالم" (ALLaM)، وذلك للحفاظ على التنوع اللغوي وتعزيز السيادة الرقمية في تطبيقات الذكاء الاصطناعي وزيادة توفر النصوص باللغة العربية واللغات الأخرى المتحدث بها، من أجل تدريب نماذجهم.
6. السادسة: نوصي بأن تتولى الإيسيسكو قيادة ائتلاف يضم المنظمات العامة والخاصة وغير الحكومية لدعم الدول التي تواجه صعوبات في وضع البنية التحتية اللازمة لتطوير الذكاء الاصطناعي، ولمساعدتها على التحول نحو اقتصاد قائم على المعرفة.
7. السابعة: بالنظر إلى الأثر البيئي الجلي لتقنيات الذكاء الاصطناعي، لا سيما في نماذج التدريب التي تستهلك الطاقة بكثافة، تُحث الإيسيسكو الدول الأعضاء على اعتماد مبادئ الذكاء الاصطناعي الأخضر. وتشمل هذه المبادئ إجراء تقييمات الأثر البيئي للأنظمة واسعة النطاق، وإعطاء الأولوية للهياكل الموفرة للطاقة، وتشجيع الابتكار في مجال الحوسبة منخفضة الكربون.

### الثقافة والاتصال
1. الأولى: نوصي بأن تتعاون الدول الأعضاء على تطوير تقنيات الذكاء الاصطناعي الهادفة إلى حماية التراث الثقافي الإسلامي المادي وغير المادي وتعزيزه والحفاظ عليه، بالإضافة إلى الجوانب الثقافية واللغوية والتراثية الفريدة والمتنوعة للدول الأعضاء في الإيسيسكو. ويشمل ذلك التواصل وإبرام اتفاقيات أو سياسات مع شركات الذكاء الاصطناعي لحماية الثقافة والقيم الإسلامية. كما نوصي بتشجيع المبادرات المدعومة بالذكاء الاصطناعي لحفظ التراث الثقافي، ودعم تطوير نماذج ذكاء اصطناعي تعكس التعبيرات الثقافية الإسلامية، وتعزيز التعاون مع المؤسسات الثقافية لضمان شمولية وفعالية هذه الجهود. ولتحقيق ذلك، نوصي بتعزيز السيادة في جمع البيانات وتصميم أنظمة الذكاء الاصطناعي لضمان أن تعكس هذه الأنظمة القيم الثقافية والمجتمعية الإسلامية.
2. الثانية: نوصي بإنشاء تمثيل أو وفد للتواصل مع أهم شركات الذكاء الاصطناعي التوليدي لكي نضمن أن تأخذ هذه الشركات الخصوصيات الثقافية للعالم الإسلامي في الاعتبار، وأن تتوافق تطبيقاتها مع توقعات العالم الإسلامي ومبادئ الميثاق، سيما المبدأ الثالث الخاص بـ"الحقيقة والأصالة"، الذي ينص على أن "الذكاء الاصطناعي يجب أن يحترم سلامة الأعمال وأصالة الكلمة، وأن يمتنع عن تقديم تفسيرات مشكوك فيها، وألا يقدم نصائح في مجالات تضمن فيها السلطة البشرية موثوقية المعرفة والتفسير."
3. الثالثة: استنادًا إلى التوصية السابقة وقرار الأمم المتحدة "تعزيز الحوار بين الأديان والثقافات والتسامح في مواجهة خطاب الكراهية" (89L/77/A، 21 يوليو 2023)، نحث الدول الأعضاء على الدعوة لحماية سلامة النص القرآني والتقاليد الإسلامية (وكذلك ثقافات وأديان أخرى) عند استخدام تقنيات الذكاء الاصطناعي التوليدي. ومن الأهمية بمكان أن تُصمم هذه التقنيات بحيث لا تُستخدم لتقديم الإرشادات أو التفسيرات أو الآراء الإسلامية، حيث قد تفتقر المعلومات التي تقدمها إلى الدقة، مما قد يؤدي إلى تضليل المستخدمين. وبدلًا من ذلك، يجب تصميم تطبيقات الذكاء الاصطناعي التوليدي لتوفير مراجع موثوقة وذات مصداقية فقط. وينبغي أن تُعتمد هذه الموارد وتُوثق من قبل سلطات إسلامية معترف بها لضمان حصول المستخدمين على معلومات دقيقة ومتوافقة مع التعاليم الإسلامية الراسخة.
4. الرابعة: نوصي بوضع خطة لتطوير تطبيقات تهدف إلى تعزيز التراث الثقافي للعالم الإسلامي، مثل تطبيقات الواقع المعزز أو الواقع الافتراضي، أو التطبيقات التعليمية. وبما يتماشى مع الميثاق، من الضروري الاستفادة من تطبيقات الذكاء الاصطناعي للحفاظ على الصلة بالماضي الإسلامي العريق والمجيد، والدخول إلى مستقبل ديناميكي لثقافة العالم الإسلامي.
5. الخامسة: نوصي بأن تضع الإيسيسكو مبادئ توجيهية أخلاقية لأنظمة الذكاء الاصطناعي لضمان ألا يُظهر النظام سلوك تمييزي أو يعزز التحيز ضد فئات اجتماعية أو عرقية أو دينية معينة. وينبغي إلزام المطورين والمستخدمين باختبار التحيز وتنفيذ خطط عمل تصحيحية كجزء من دورة حياة النظام.
6. السادسة: تحث الإيسيسكو على تطوير أطر عمل للذكاء الاصطناعي تراعي الثقافات وتحترم السياقات الاجتماعية والدينية للدول الأعضاء. ويجب أن تلتزم الأنظمة المستخدمة في العالم الإسلامي بحماية صارمة لخصوصية البيانات، وأن تمتنع عن أي تطبيقات قد تمس بالسلامة الثقافية أو الدينية أو الشخصية.

## خارطة طريق التنفيذ الاستراتيجي

### نظرة شاملة[7]
يهدف الميثاق إلى تمكين الدول الأعضاء في الإيسيسكو من استراتيجيات ملموسة وأدوات تشغيلية وآليات تراعي السياق، وتدعم التطوير والنشر المسؤول للذكاء الاصطناعي بما يتماشى مع قيم العالم الإسلامي ومبادئه. وتنطلق هذه الرؤية من مفهوم التعاون الإسلامي الذي تدعو إليه الإيسيسكو، حيث تقوم الدول الأعضاء ذات الخبرة المتقدمة في مجال الذكاء الاصطناعي بدعم الدول الأخرى وتواكبها في بناء قدراتها وتبادل المعرفة وتعزيز التقدم الجماعي في جميع أنحاء المنطقة.
وإدراكًا للإمكانات التحويلية للذكاء الاصطناعي في صياغة التقدم البشري في جميع قطاعات المجتمع، واستجابةً لضرورة الابتكار الأخلاقي، تهدف الإيسيسكو إلى تقديم خارطة طريق استراتيجية وشاملة ومتجذرة ثقافيًا قابلة للتكيف لدعم الترجمة المنظّمة والمرحلية للعمل الفعال بمبادئ الميثاق إلى إجراءات قابلة للقياس وذات تأثير ملموس.
وترتكز هذه الخارطة على الاستشراف الاستراتيجي والتعاون الإقليمي، والتنفيذ القائم على الأداء، من خلال الاستفادة من أفضل الممارسات الدولية والمبادرات الوطنية الناجحة والتراث الفكري والأخلاقي الغني للعالم الإسلامي.

### الهدف[7]
يتمثل الهدف في تزويد الدول الأعضاء في الإيسيسكو بدليل منظم وعملي لترجمة مبادئ الميثاق إلى نتائج قابلة للقياس، وذلك عبر التنفيذ التدريجي المدعوم بمؤشرات الأداء والأدوات وأطر التعاون الشامل.

### خطة التنفيذ المرحلية[7]
تستند خطة التنفيذ المرحلية الموضحة أدناه إلى خطة عمل تتألف من ركائز استراتيجية شاملة من شأنها تعزيز جميع الأنشطة ضمن مختلف المراحل. ولا تقتصر هذه الركائز على مرحلة واحدة، بل هي جزء لا يتجزأ من مرحلة التنفيذ بأكملها.
وسينفذ الإجراءات ضمن المراحل بشكل متزامن ومتوازٍ، مما يعكس الطبيعة المترابطة للتطوير المسؤول للذكاء الاصطناعي. لذلك صممت الخطة لتمكين الدول الأعضاء من التكيف والتفاعل مع مجالات تقدم متعددة في آن واحد، مع ضمان تضافر جميع الجهود وارتكازها على القيم وتجاوبها مع الأولويات المتطورة.
| الأهداف                                                                                | أهم الإجراءات                                                         | مؤشرات الأداء الرئيسة                                                             |
| -------------------------------------------------------------------------------------- | --------------------------------------------------------------------- | --------------------------------------------------------------------------------- |
| إنشاء هياكل حوكمة وطنية للذكاء الاصطناعي.                                              | تشكيل لجان وطنية لأخلاقيات الذكاء الاصطناعي واستراتيجياته.            | نسبة الدول الأعضاء التي لديها لجان أخلاقيات الذكاء الاصطناعي.                     |
| إنشاء هياكل حوكمة وطنية للذكاء الاصطناعي.                                              | دمج محو أمية الذكاء الاصطناعي في المناهج الدراسية.                    | عدد المدارس والمؤسسات التي تُدمج الذكاء الاصطناعي في مناهجها الدراسية.             |
| إنشاء هياكل حوكمة وطنية للذكاء الاصطناعي.                                              | إطلاق حملات توعية عامة مصممة خصيصًا لتناسب ثقافة المجتمع.              | عدد الأفراد المُدرَّبين في مبادرة محمد بن سلمان للتدريب الشامل على الذكاء الاصطناعي. |
| التوعية وبناء القدرات الأساسية.                                                        | المشاركة في مبادرة محمد بن سلمان للتدريب الشامل على الذكاء الاصطناعي. | عدد حملات التوعية الوطنية المنفذة.                                                |
| التوعية وبناء القدرات الأساسية.                                                        | تنظيم مؤتمرات متخصصة حول الذكاء الاصطناعي وأخلاقياته.                 | عدد المؤتمرات والأنشطة التوعوية المواضيعية المنعقدة.                              |
| مواءمة التعليم المبكر (من روضة الأطفال إلى الصف الثاني عشر) مع تعليم الذكاء الاصطناعي. | إعداد قوائم المصطلحات وأدلة التوعية ونشرها.                           | عدد مواد التوعية المنتجة والموّزعة.                                                |
| مواءمة التعليم المبكر (من روضة الأطفال إلى الصف الثاني عشر) مع تعليم الذكاء الاصطناعي. | إطلاق مبادرات توعوية وتثقيفية موجهة للشباب.                           | عدد مواد التوعية المنتجة والموّزعة.                                                |

| الأهداف | أهم الإجراءات | مؤشرات الأداء الرئيسة |
| --- | --- | --- |
| - تفعيل الحوكمة الأخلاقية للذكاء الاصطناعي. - تصنيف مخاطر الذكاء الاصطناعي وتقييمها. - معالجة مخاطر البيانات والمعلومات المضللة والتحيز. | - تفعيل الحوكمة الأخلاقية للذكاء الاصطناعي. - تصنيف مخاطر الذكاء الاصطناعي وتقييمها. - معالجة مخاطر البيانات والمعلومات المضللة والتحيز. - تطوير أطر أخلاقية وطنية للذكاء الاصطناعي. - اعتماد نماذج لتصنيف المخاطر والتخفيف منها. - فرض حماية البيانات الشخصية بما يتماشى مع المعايير الثقافية. - وضع بروتوكولات للتصدي للتضليل. - إلزام مطوري الذكاء الاصطناعي بتقييم التحيز ومعالجته. - تطوير أدلة وأدوات حول السياسات. - دمج آليات الأمن السيبراني والثقة في حوكمة الذكاء الاصطناعي. | - عدد الدول التي تتبنى أطر حوكمة الذكاء الاصطناعي. - نسبة الأنظمة عالية المخاطر التي تمت مراجعتها. - عدد التدابير المطبقة الخاصة بمكافحة التضليل. - نسبة الامتثال لسياسات تدقيق التحيز. - عدد أدوات العمل وموارد السياسات المعتمدة. - نسبة الأطر التي تتضمن مبادئ الأمن السيبراني. |

| الأهداف | أهم الإجراءات | مؤشرات الأداء الرئيسة |
| --- | --- | --- |
| - تعزيز السيادة الرقمية. - توسيع نطاق التعليم والبحث الشامل في مجال الذكاء الاصطناعي. - تعزيز الابتكارات المحلية ذات الصلة. | - تطوير نماذج لغوية عربية وإسلامية (مثل الإنسان الآلي "عالم" ALLaM). - اعتماد تطبيقات الذكاء الاصطناعي المتوافقة مع القيم الإسلامية. - نشر حلول الذكاء الاصطناعي لتعزيز التعليم العادل. - إطلاق منصات الإيسيسكو للبحث وتبادل المعرفة. - تنظيم برامج تدريبية إقليمية وورش عمل لبناء القدرات. - إعداد تقارير وطنية حول جاهزية الذكاء الاصطناعي وتقييم أثره. - إطلاق مبادرات تجريبية لتطبيق توصيات الميثاق. | - عدد النماذج اللغوية الكبيرة العاملة. - عدد الطلبات المعتمدة المتوافقة مع الميثاق. - نسبة الزيادة في الوصول إلى التعليم المدعوم بالذكاء الاصطناعي. - حجم التعاون البحثي عبر الحدود. - عدد المشاركين في مبادرات التدريب. - عدد التقييمات الوطنية المنجزة. - عدد المشاريع التجريبية التي تم إطلاقها. |

| الأهداف | أهم الإجراءات | مؤشرات الأداء الرئيسة |
| --- | --- | --- |
| - إضفاء الطابع المؤسسي على التعاون الدولي. - جعل العالم الإسلامي رائدًا في مجال الذكاء الاصطناعي الأخلاقي. - ضمان استدامة التقدم من خلال الاستشراف الاستراتيجي. | - استضافة المؤتمر السنوي لوزراء الذكاء الاصطناعي لتقييم التقدم والتوجهات المستقبلية. - إنشاء مراكز الإيسيسكو للتميز في الذكاء الاصطناعي. - استضافة قمم حكومية دولية لأخلاقيات الذكاء الاصطناعي. - تنسيق التمثيل في المنتديات العالمية للذكاء الاصطناعي. - بناء علاقات تعاون مع شركات الذكاء الاصطناعي والهيئات التنظيمية العالمية. - دعم البحوث المشتركة في مجال الذكاء الاصطناعي والمجالات ذات الصلة. - تحديد مسارات تعاون جديدة بناءً على أهداف الميثاق. | - عدد المراكز الإقليمية المنشأة. - عدد الإعلانات المشتركة أو مواقف السياسات العالمية. - عدد الشراكات الاستراتيجية مع منظمات الذكاء الاصطناعي. - وتيرة مراجعة خارطة طريق الميثاق وتحديثها. - عدد وزراء الذكاء الاصطناعي المشاركين في اجتماعات المائدة المستديرة السنوية. - عدد اتفاقيات التعاون البحثية الدولية. - عدد مساهمات الخبراء في المنتديات العالمية. |

## وصلات خارجية
- ميثاق الرياض للذكاء الاصطناعي